# 小行星6412
小行星6412 海部（英語：6412 Kaifu）是一颗围绕太阳公转的小行星。1993年10月15日，圓舘金、渡邊和郎在北见发现了此天体，以曾任日本國立天文台台長，新瀉縣天文學家海部 宣男命名。
这颗小行星的绝对星等为13.6等。